# Montevideo-Swingers
Die Montevideo-Swingers waren eine Hamburger Musikkabarett-Gruppe, die von 1985 bis 1990 existierte.
Die acht Sängerinnen und Sänger formierten sich mit ihrem Pianisten aus Mitgliedern des Monteverdi-Chores Hamburg. In wechselnden Besetzungen und eigenen Arrangements führten sie Tanz- und Operettenschlager der 1920er bis 1950er Jahre auf. Schwerpunkt bildeten Kompositionen von Paul Abraham, Theo Mackeben, Ralph Benatzky und Originalsongs des Arrangeurs. Der Name der Gruppe geht zurück auf das Tangolied "Montevideo" von Ted Marwell von 1925, dem Geburtsjahr des Chorgründers und -leiters Jürgen Jürgens. Es war, in der deutschen Fassung von Fritz Grünbaum, der erste einstudierte Song. 

## Auftritte
Ca. 75 abendfüllende Programme führten sie zu Engagements u. a. in Hamburg, Buxtehude, Detmold und Kiel. Neben drei Live-Sendungen kam es zur Studioproduktion von 24 Repertoiresongs beim NDR-Hörfunk und drei Auftritten in Fernsehshows der ARD.
Das NDR-Fernsehen porträtierte die Gruppe 1990 in der Sendung "Nordlichter" anlässlich der Rundfunk-Premiere der Operette "Frühling auf Galapagos", eines Auftragswerks für die Montevideo-Swingers von Hannes Leffe, Matthes Loehr und Peter Bieringer.